# Sunrise on Slaughter Beach
Sunrise on Slaughter Beach è il tredicesimo album in studio del gruppo musicale statunitense Clutch, pubblicato nel 2022.

## Tracce
Testi di Neil Fallon, musiche di Clutch.
1. Red Alert (Boss Metal Zone) – 2:45
2. Slaughter Beach – 3:41
3. Mountain of Bone – 4:23
4. Nosferatu Madre – 3:27
5. Mercy Brown – 5:15
6. We Strive for Excellence – 2:55
7. Skeletons on Mars – 4:10
8. Three Golden Horns – 3:26
9. Jackhammer Our Names – 3:08

## Formazione
Clutch
- Neil Fallon – voce, chitarra
- Tim Sult – chitarra
- Dan Maines – basso
- Jean-Paul Gaster – batteria, vibrafono

Altri musicisti
- J. Robbins – theremin
- Deborah Bond – cori
- Frenchie Davis – cori